# Трансформърс: Ера на изтребление
„Трансформърс: Ера на изтребление“ (на английски: Transformers: Age of Extinction) е американски научнофантастичен екшън филм от 2014 г. на режисьора Майкъл Бей. Това е четвъртият филм от поредицата „Трансформърс“. „Трансформърс: Ера на изтребление“ е филмът с най-големи приходи за 2014 г.

## Актьорски състав
| Актьор          | Роля                 |
| --------------- | -------------------- |
| Марк Уолбърг    | Кейд Йегър           |
| Никола Пелц     | Теса Йегър           |
| Джак Рейнър     | Шейн Дайсън          |
| Стенли Тучи     | Джошуа Джойс         |
| Келси Гремър    | Харолд Атинджър      |
| София Майлс     | Дарси Тирел          |
| Тайтъс Уеливър  | Джеймс Савой         |
| Ли Бинбин       | Су Юемин             |
| Ти Джей Милър   | Лукас Фланъри        |
| Питър Кълън     | Оптимус Прайм (глас) |
| Франк Уелкър    | Галватрон (глас)     |
| Джон Гудмън     | Хаунд (глас)         |
| Кен Уатанабе    | Дрифт (глас)         |
| Робърт Фоксуърт | Рачет (глас)         |
| Джон Димажио    | Кросхеърс (глас)     |

## Български дублаж
Филмът е озвучен в България от студио Александра Аудио от екип в състав:
| Изпълнителен продуцент | Васил Новаков                                                                              |
| Преводач               | Ралица Кумчева                                                                             |
| Озвучаващи артисти     | Цветослава Симеонова Явор Караиванов Петър Калчев Христо Димитров Стефан Сърчаджиев – Съра |
| Тонрежисьор            | Петър Костов                                                                               |
| Режисьор на дублаж     | Георги Стоянов                                                                             |